# Rio Carajá
Der Rio Carajá ist ein etwa 69 km langer rechter Nebenfluss des Rio Piquiri im Inneren des brasilianischen Bundesstaats Paraná.

## Geografie

### Lage
Das Einzugsgebiet des Rio Carajá befindet sich auf dem Terceiro Planalto Paranaense (Dritte oder Guarapuava-Hochebene von Paraná).

### Verlauf
Sein Quellgebiet liegt im Munizip Juranda auf 570 m Meereshöhe etwa 7 km nordöstlich des Hauptorts in der Nähe der BR-369.
Der Fluss verläuft in südwestlicher Richtung. Er fließt im Munizip Ubiratã von rechts in den Rio Piquiri. Er mündet auf 287 m Höhe. Er ist etwa 69 km lang.

### Munizipien im Einzugsgebiet
Am Rio Carajá liegen die zwei Munizipien Juranda und  Ubiratã.